# Foxy
Foxy是一個強制上傳分享的正體中文P2P軟體，Foxy網站由台灣的位思科技負責管理，但位思科技曾在Foxy網站聲明由位思科技負責，與景昌資訊科技公司無合作關係。Foxy只有正體中文版，主要流行在臺灣、香港及澳門。
2011年10月22日，Foxy宣佈正式終止服務。用戶若開啟Foxy，程式會自行移除，並會自動安裝蜂巢安全管家。（此情況僅限於最新版本，舊版仍可使用上傳及下載功能）

## 事件
中華民國內政部警政署刑事警察局科技犯罪防制中心與新波科技自2006年起，長期深入研究P2P軟體之運作模式，發現Foxy能搜尋到部分政府機關之文件及表格檔案、公司行號之內部文件（會議紀錄、採購紀錄等）及個人私密資料（帳號、密碼等）。刑事警察局科技犯罪防制中心主任李相臣批評，Foxy在分享資料夾的設定上容易讓使用者誤設為「全機分享」，「且該軟體本身容易被植入木馬，所以資料外洩情況最嚴重。」刑事警察局曾經聯絡景昌資訊科技，要求該公司加強Foxy本身的安全性，以及協助控制機密資料外流；景昌資訊科技回應，該公司僅負責代理Foxy台灣區廣告業務，Foxy產品研發與技術是由位在美國的另一家公司負責。
- 2007年4月，Foxy遭台灣使用者發現可以搜尋到台灣各地警察局製作的筆錄；而且只要在Foxy的搜尋欄位中鍵入「帳號」、「密碼」，就可以找到其他Foxy使用者儲存在各自電腦內的各種帳號與密碼，包括線上遊戲、即時通訊軟體、ADSL與網路銀行的帳號與密碼。對此，Foxy官方網站論壇的回應是：有關新聞報導的警察洩漏筆錄事件與Foxy軟體本身無關，Foxy呼籲用戶不要刻意下載及分享該檔案以免觸法。Foxy本身絕對無法被駭客利用入侵，Foxy並呼籲用戶務必在官網上下載Foxy主程式以確保Foxy軟體本身的正確性。
Foxy本身為單純P2P分享下載軟體，再次強調Foxy軟體本身不提供、儲存、控制、編輯或修改網路上的任何可被連結或被搜尋的訊息內容或其表現形式。且Foxy本身並無木馬或病毒等不良程式內藏，請用戶安心使用。Foxy也提醒用戶在分享檔案時小心管理資料夾。再次提醒用戶，個人機密性檔案請不要放在共享資料夾，也不要勾選分享資料夾以外的資料夾。

- 2008年1月至2月，陳冠希裸照事件時，大量網友以Foxy作為傳播裸照的工具。刑事警察局偵九隊表示，Kuro、ezPeer與BitTorrent等P2P軟體必須指定欲分享的資料夾，其他使用者只能在指定的資料夾內搜尋檔案，但是Foxy的分享資料夾設定方式容易讓使用者誤設為「全機分享」。組合國際電腦股份有限公司技術顧問林宏嘉建議：在Foxy的安全疑慮被排除之前，Foxy使用者應立刻徹底移除Foxy，並刪除電腦中的相關資料夾。

- 2008年4月，香港亦發生Foxy洩露政府機密事件，涉及政府部門包括民航處、警務處及入境處。[2][3]

- 2008年8月，香港再次發生Foxy洩露多個警務處機密檔案，為四個月以來第七宗同類事件[4]。

- 2008年9月，香港發生吉野家員工懷疑強姦少女事件，一段用手機拍攝的疑似香港吉野家員工強姦少女的短片在網上流傳並透過Foxy散播。最後警方根據有關短片，拘捕了三名青年協助調查。[5]當強姦短片首次在網上傳播的翌日，有關短片已在Foxy上快速傳播，來源多達約1200多個，並且出現雙重搜尋效應，可見Foxy的傳播速度比起手機、BitTorrent及普通網絡都快得多。

- 2009年4月15日，登記地址位於台北縣永和市環河東路的景昌資訊科技總部鐵捲門深鎖，原因是臺灣板橋地方法院檢察署於該日認定Foxy涉及侵權，可讓人非法下載音樂、影片，侵權金額高達新台幣58.42億元，將設計推出該軟體的景昌資訊科技及其負責人李憲明依違反《著作權法》起訴。[6]

- 2010年3月20日，Foxy因為分享未授權的電影和音樂而被眾多的電影商和唱片公司提告，景昌資訊科技負責人李憲明違反《著作權法》「擅自公開傳輸罪」而被法官判處1年半的徒刑，景昌資訊科技也被判處罰金新台幣70萬元；而這也是《著作權法》增訂「擅自公開傳輸罪」以來第一起有罪判決。[7]

- 2011年3月，一名33歲彭姓男子在新竹市東區中正路租間套房，利用Foxy軟體下載持卡人的消費紀錄，取得信用卡卡號、授權碼等個資，冒名盜刷購買3C產品後立即拍賣，做為生活費及購買毒品。同年4月10日，基隆市政府警察局第一分局趁彭男取貨物時將他逮捕，彭男坦稱以此手法盜刷18筆、得款新台幣71951元，訊後被警方依詐欺、偽造文書及妨害電腦使用罪嫌移送臺灣新竹地方法院檢察署偵辦。[8]

## 限制
部分的防毒軟件如AVG、Comodo、諾頓等會把Foxy當作成木馬程式，而無法同時執行兩種程式。另外，如用戶端未關閉上傳之功能，會因上傳流量侵占網路速度，造成下載流量速降低。

## 網路通訊協定
經截取Foxy運行時產生的網路封包後發現Foxy的封包與另一套P2P軟體：Gnutella所產生的封包非常類似，故也有Foxy是一套基於Gnutella的p2p軟體一說。
出自Gnutella封包特徵碼的一段話："The first part matches UDP messages - All start with "GND", then have a flag byte which is either \x00, \x01 or \x02, then two sequence bytes that can be anything, then a fragment number, which must start at 1."。Foxy實際運行的一段封包："47 4e 44 02 00 07 01…"，前三欄位47 4e 44為"GND"的十六進位表示法，第四欄位以後之特徵皆符合Gnutella之特徵碼規範。
如果防火牆或路由器具有處理OSI模型第七層應用層資料之能力，可藉由Gnutella特徵碼來識別或阻擋Foxy封包。

### Foxy與電腦保安
Foxy目前的最新版本Foxy.1.9.10.TC.Setup.exe被懷疑夾帶木馬，可能會移除用戶的個人防火牆，修改註冊檔。事實上，在所有P2P軟體中，Foxy主程式的安全性頗受關注和質疑。
電腦保安專家指無法安全執行Foxy，令用戶資料容易外洩。如果使用者懂得使用虛擬機器執行Foxy，如VirtualBox、Virtual PC、VMware等，則是安全的。

### 註腳
1. ↑  此情況為Foxy遭有心人士竄改發佈，而非原程式含木馬。
2. ↑  .   [2008年7月18日]. （原始内容存档于2014年6月1日）.
3. ↑  Foxy再一例香港入境處急刪電腦外洩資料資安之眼2008年5月10日[永久]
4. ↑  .   [2020-09-25]. （原始内容存档于2019-06-08）.
5. ↑  星島日報：輪姦片上網　警拘三人 （页面存档备份，存于），2008年9月11日
6. ↑  .   [2009-04-16]. （原始内容存档于2009-04-18）. 自由時報：Foxy涉侵權逾58億負責人被訴，2009年4月16日
7. ↑  . TVBS新聞. 2010-03-20  [2010-03-20]. （原始内容存档于2011-08-09）.
8. ↑  
. 自由時報. 2011-04-10. （原始内容存档于2012-01-30）.
9. ↑  . 明報. 2008年5月29日.
10. ↑  . SecurityFocus. 2006年4月12日  [2008年9月10日]. （原始内容存档于2008年5月18日）.

### 新聞與部落格
- . Taiwan.CNET.com新聞專區. 2007-04-13.
- . Taiwan.CNET.com新聞專區. 2007-04-18.
- . 內政部警政署刑事警察局科技犯罪防制中心. 2006-11-27. （原始内容存档于2007-09-28）.
- 莫斯科指揮官. . 台灣論壇. 2007-04-09. （原始内容存档于2007-07-05）.
- xdite. . Blog.XDite.net. 2007-04-08. （原始内容存档于2008-02-14）.
- . 初剖 Foxy. 2008-08.（页面存档备份，存于）
- 8招防Foxy惹禍[永久]
- . 蘋果日报. 2011-10-23. （原始内容存档于2011-10-24）.
- . （原始内容存档于2019-06-08）.

## 外部連結
- Foxy官方網址（页面存档备份，存于）
- Linux layer 7 packet classifier（页面存档备份，存于）